# لورانس فاغان
لورانس فاغان (بالإنجليزية: Lawrence Fagan)‏ هو سياسي أمريكي، ولد في 1851 بدبلن في جمهورية أيرلندا، وتوفي في 9 مايو 1921 بهوبوكين في الولايات المتحدة. انتخب عمدة هوبوكين ‏ وانتخب عضو جمعية نيوجيرسي العامة.